# Engageante

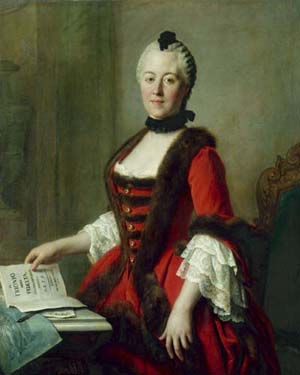
Porträt der Maria Antonia von Bayern, ca. 1755, mit dreilagigen Engageantes, Gemäldegalerie Alte Meister

Engageantes (frz. etwa Verlockungen) waren als Abschluss separat an den Ärmeln von Frauenkleidern angesetzte Volants aus Spitze, Batist oder Musselin. Sie waren in Europa in der adeligen Damenkleidung zwischen 1680 und 1770 und in der bürgerlichen Damenmode zwischen 1848 und 1870 verbreitet.

## Geschichte

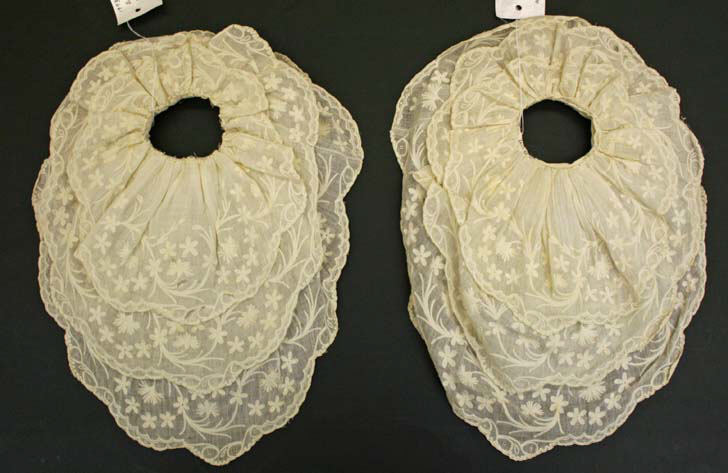
Dreilagige Engageantes aus bestickter Baumwolle, Großbritannien, ca. 1750, aus der Sammlung des Metropolitan Museum of Art

Vorläufer der Engageantes waren im 17. Jahrhundert „Spitzenärmel“ aus Nadelspitze, die eigene Kleidungsstücke darstellten. Engageantes wurden hingegen an die Ärmel des Unterkleids bzw. Unterhemds oder auch an den Ärmel des Obergewandes geheftet oder angeknöpft. Es gab sie in einfacheren Ausführungen mit wenigen Lagen, oder aus wertvollen Materialien wie Klöppelspitze in bis zu fünf Lagen pagodenartig übereinander aufgereiht. Sie wurden auf Fasson gearbeitet, das heißt, sie waren am Außenarm schmaler und am Innenarm breiter.